# Club Nàutic les Bassetes

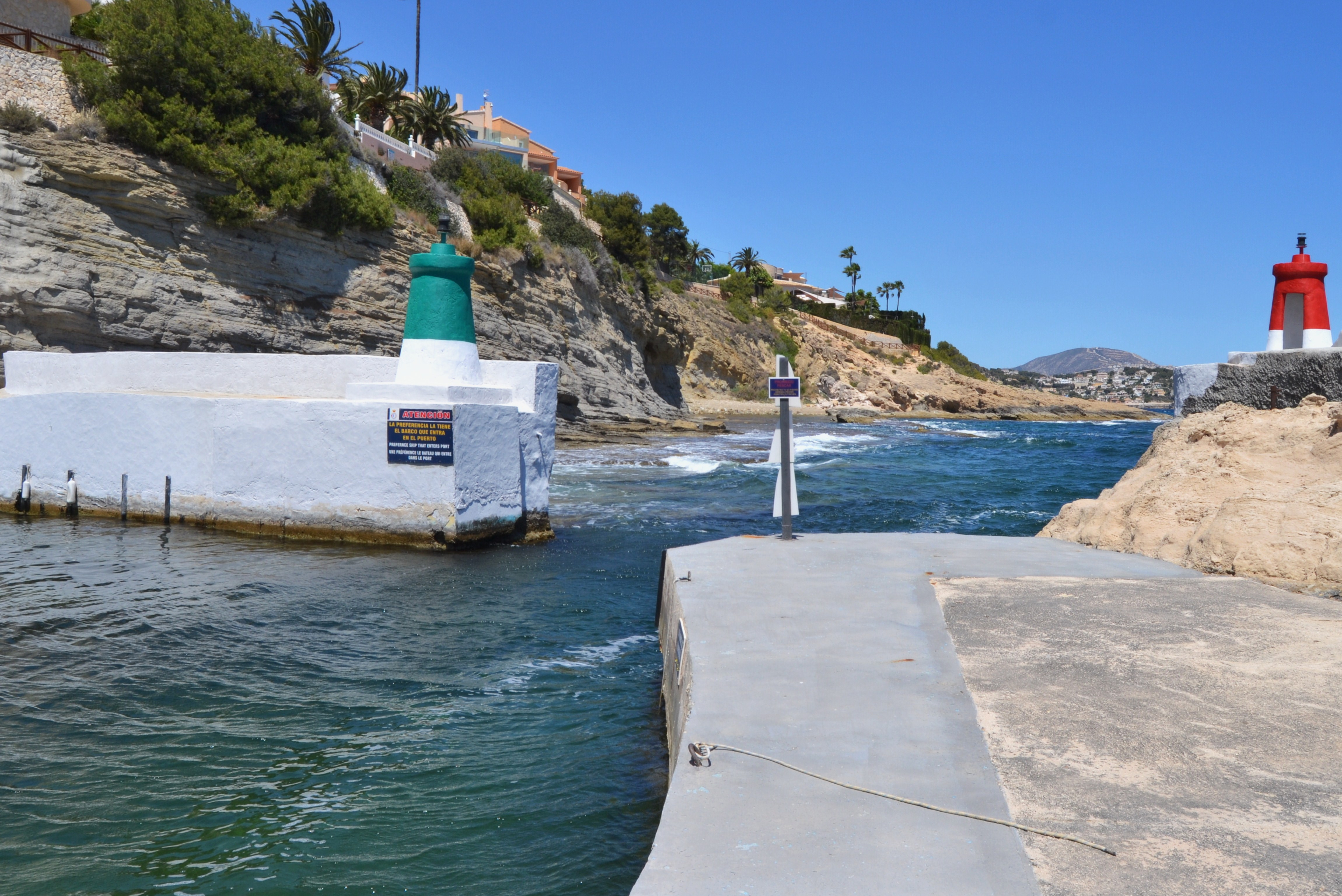
Boca del port de les Bassetes

El Club Nàutic les Bassetes és un club situat en el municipi de Benissa, a la comarca de la Marina Alta (País Valencià). Compta amb 80 punts d'amarratge esportius, per a una eslora màxima permesa de 8 metres, sent el seu calat en bocana de 4 m. Va ser inaugurat el 1973, sent un dels primers ports construïts a la zona. Compta amb el distintiu de bandera blava des de 2001